# گئوبروه (پسر داریوش بزرگ)
گئوبروه (به پارسی باستان: 𐎥𐎢𐎲𐎽𐎢𐎺؛ نویسه‌گردانی: Gaubᵃruva⁠؛ به زبان یونانی باستان: Γωβρύης؛ نویسه‌گردانی: Gōbrúēs؛ یا به زبان یونانی باستان: Γοβρύας؛ نویسه‌گردانی: Gobrúas؛ به زبان ایلامی: Kambarma) پسر داریوش بزرگ و آرتیستون دختر کوروش بزرگ و برادر تنی و کوچکتر آرشام و برادر کوچک خشایارشا بود.
او فرمانده لشکر ماریدینیانس (Mariandynians) و لیگیانس (Ligyans) در لشکرکشی خشایارشا بود. اینکه آیا گئوبروه واقعاً به جزیره دلوس (Delos) در طی این جنگ فرستاده شد یا نه نامعلوم باقی مانده گرچه نوه‌اش گوبریاسِ مغ، چنین ادعا کرده‌است. احتمالاً گئوبروه (با گئوبروه هم پیمان داریوش اشتباه نشود)، پدر آریومَندیس فرمانده نیروهای پارسی در نبرد رودخانه یوریمدون بود.